# سوالم طريفية
أحد السوالم هي قرية في إقليم برشيد منذ 2004 ضمن جهة الشاوية ورديغة بالغرب المغربي. كان مجموع عدد سكان الجماعة القروية أحد السوالم 18.626 نسمة.(تعداد السكان الرسمي 2004)